# 蕉城蔡氏民居及家庙
蕉城蔡氏民居及家庙，位于中国福建省宁德市蕉城区蕉北街道前林路，是宁德一蔡姓氏族的住宅，因中国共产党烈士蔡威而较为著名。建筑建于道光年间，整体占地面积1190平方米，正堂面阔六间，进深四间，梁木雕琢内容丰富多彩；家庙现存宗祠大门、文武门、池塘拱桥（半月池）、仪门、回廊等。2008年建成了蔡威事迹展览陈列馆供游客参观，同时以“蔡威故居”的名义成为蕉城区第六批文物保护单位。2009年11月16日公布为第七批福建省文物保护单位。